# Brusy
Brusyⓘ (em cassúbio: Brusë; em alemão: Bruß, anteriormente Bruski) é uma cidade localizada no norte da Polônia. Pertence à voivodia da Pomerânia, no condado de Chojnice. É a sede da comuna urbano-rural de Brusy. Brusy está situada na floresta Tuchola, no sul da Cassúbia.
Entre 1975 e 1998, a cidade pertenceu à voivodia de Bydgoszcz.
Segundo os dados do Escritório Central de Estatística (GUS) de 31 de dezembro de 2024, Brusy tinha uma população de 5 053 habitantes e era a 32.ª cidade mais populosa da voivodia da Pomerânia.

## História

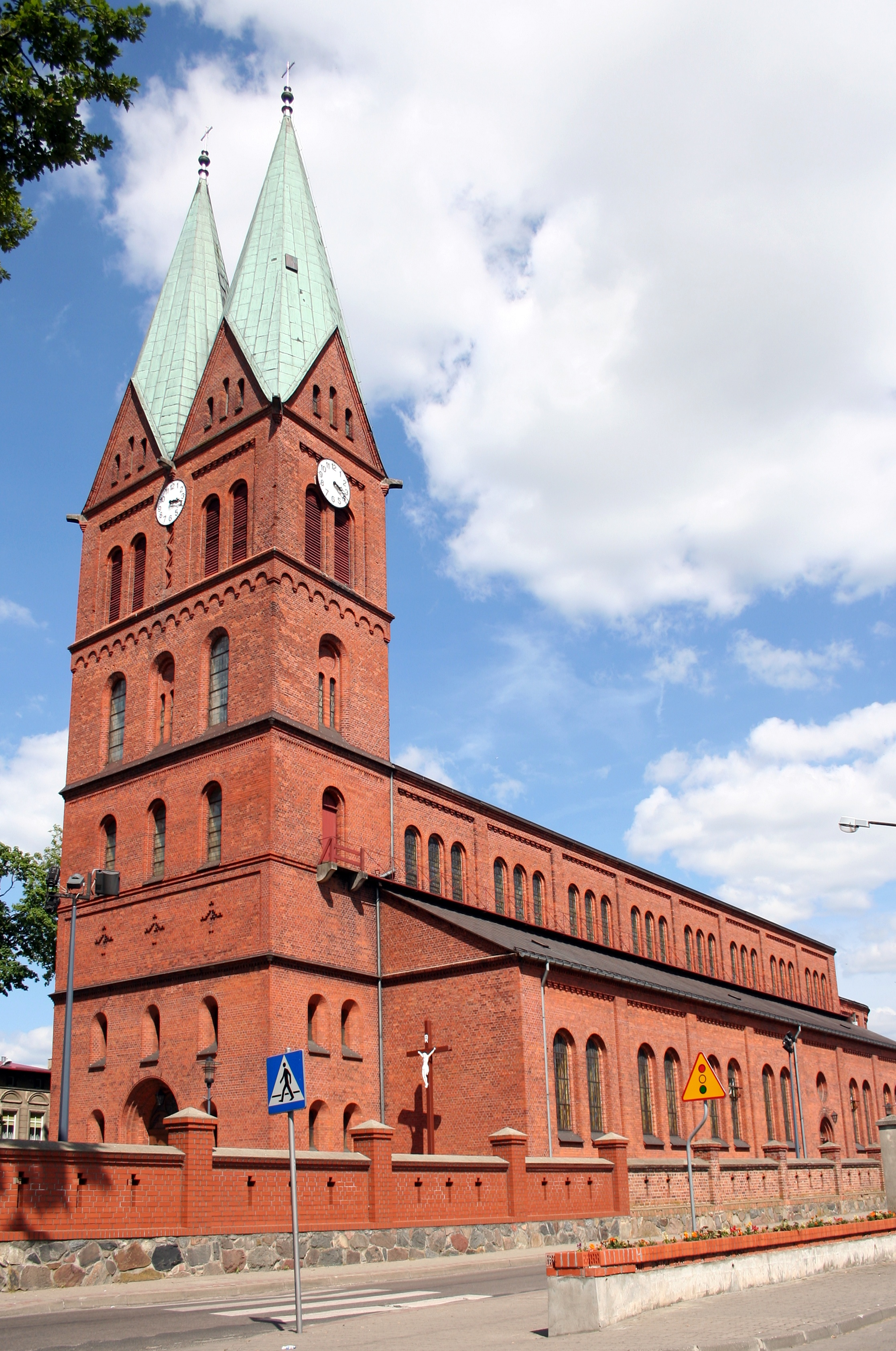
Igreja de Todos os Santos, século XIX

É muito provável que, em 1324, um tribunal teutônico tenha sido instalado em Brusy como o centro do distrito teutônico no comando de Tuchola. Por volta dessa época, a sede desse escritório foi transferida de Brusy para Kosobudy. Em 1351, o vilarejo de Brusy foi declarado sob a lei de Chełmno. Após a Guerra dos Treze Anos, Brusy era um vilarejo real, pertencente à região de Kosobudzki, no estarostado de Tuchola.
De 16 de novembro de 1906 a pelo menos 26 de fevereiro de 1907, houve uma greve de crianças na escola primária local contra o ensino religioso em alemão. Entre os participantes da greve, são conhecidos os nomes das seguintes crianças: Piekarski, Libera, Trepkowski, B., J., J. Synak, M. e W. Orłowscy, Stodolski. A greve foi um elemento de uma ação muito maior de resistência passiva contra as autoridades escolares prussianas, que na virada de 1906 e 1907 abrangeu mais de 460 escolas na província da Prússia Ocidental, ou seja, na pré-partição da Pomerânia de Gdansk, Powiśle, Terra de Chełmno e Terra de Lubawa, bem como parte de Krajna. As greves da Pomerânia foram inspiradas por ações anteriores de crianças na província da Grande Polônia, com a famosa greve em Września (1901) na vanguarda.
Durante os anos da ocupação nazista, a Organização Militar Secreta “Gryf Pomorski” estava ativa nas áreas adjacentes. Por esse motivo, unidades da SS e da Wehrmacht ficaram estacionadas nos vilarejos vizinhos de Małe Chełmy e Wielkie Chełmy para combater os guerrilheiros. Uma filial do campo de concentração de Stutthof era Dziemiany, e não, como consta nos nomes da divisão administrativa da época da ocupação, Bruss-Sophienwalde (Brusy-Dziemiany), distrito de Konitz, Westpreußen (Prússia Ocidental) 24 de agosto de 1944…31 de março de 1945. A parte da área ocupada pela Fábrica de Alimentos “Las” continha barracas de prisioneiros (modernizadas na década de 1950) e um tanque subterrâneo após a ala hospitalar. Entre os prisioneiros havia muitos insurgentes de Varsóvia.
Em 1 de janeiro de 1988, Brusy recebeu direitos municipais. Em 2007, o IX Congresso Cassúbio foi realizado em Brusy. Em 17 de outubro de 2010, a única rotatória em Brusy recebeu o nome de rotatória Maciej Płażyński, Presidente do Sejm da República da Polônia, que morreu no acidente de avião em Smoleńsk. Em março de 2012, o 8.º Dia da Unidade Cassúbia foi realizado em Brusy.

## Localização
Brusy está localizada no cruzamento da estrada provincial n.º 235 e da estrada provincial n.º 236, com conexões ferroviárias diretas para Chojnice e Koscierzyna a partir da estação em Brusy.

## Monumentos históricos
Está inscrita no registro provincial de monumentos:
- Igreja paroquial de Todos os Santos e o adro, 1876–1879.[8][9]

## Demografia
Conforme os dados do Escritório Central de Estatística da Polônia (GUS) de 31 de dezembro de 2024, Brusy é uma cidade pequena com uma população de 5 053 habitantes (32.º lugar na voivodia da Pomerânia e 565.º na Polônia), tem uma área de 5,2 km² (34.º lugar na voivodia da Pomerânia e 853.º lugar na Polônia) e uma densidade populacional de 972 hab./km² (26.º lugar na voivodia da Pomerânia e 317.º lugar na Polônia). Entre 2002–2024, o número de habitantes aumentou 11,0%.
Os habitantes de Brusy constituem cerca de 5,28% da população do condado de Chojnice, constituindo 0,21% da população da voivodia da Pomerânia.
| Descrição                         | Total      | Total   | Mulheres   | Mulheres | Homens     | Homens  |
| --------------------------------- | ---------- | ------- | ---------- | -------- | ---------- | ------- |
| unidade                           | habitantes | %       | habitantes | %        | habitantes | %       |
| população                         | 5 053      | 100     | 2 583      | 51,1     | 2 470      | 48,9    |
| área                              | 5,2 km²    | 5,2 km² | 5,2 km²    | 5,2 km²  | 5,2 km²    | 5,2 km² |
| densidade populacional (hab./km²) | 972        | 972     | 496,7      | 496,7    | 475,3      | 475,3   |

## Museu
O Chalé Cassúbio em Brusy é um museu com sede em Brusy-Jaglie (condado de Chojnice). A instituição é uma unidade organizacional comunitária, operando no Centro Cultural e Biblioteca Jan Karnowski local.
A ideia de construir um museu em Brusy remonta a 1980, e seus autores eram ativistas da Associação Cassúbio-Pomerana. A ideia foi concretizada em duas etapas: em 1993–1997, entre outras coisas, foi adquirido um terreno para construção e um projeto para um edifício em estilo cassúbio foi preparado por Jan Sabiniarz, de Chojnice. No entanto, o prédio não foi construído por motivos financeiros. O trabalho de construção foi concluído somente entre 2002 e 2004, e o museu propriamente dito foi inaugurado em 2005.
A exposição do museu apresenta lembranças relacionadas à história e à cultura material da região de Zabory. As coleções incluem, entre outros, objetos antigos de uso cotidiano e relíquias de tecnologia aplicada. Além da exposição permanente, são organizadas exposições temporárias na Casa de Campo.
No jardim adjacente ao museu, há esculturas e colmeias do artista popular Józef Chełmowski. O museu funciona durante todo o ano, aberto de terça a sábado, e com hora marcada aos domingos e feriados.

## Esportes
A cidade é a sede do clube de futebol Tęcza Brusy. Na temporada 2023/2024, ele joga na 5.ª divisão (classe do distrito de Keeza, grupo: Gdańsk II).

## Serviços uniformizados
- Em Brusy, há, entre outras coisas, uma unidade do Corpo de Bombeiros Voluntários, incorporada ao sistema nacional de incêndio e resgate em 1995.